# Henrik August Flindt
Henrik August Flindt (Tønder, 24 marzo 1822 – Frederiksberg, 19 gennaio 1901) è stato un architetto danese paesaggista.
La sua specialità erano i giardini del maniero, di cui ne progettò circa 200 in Danimarca e all'estero. Ha anche progettato l'attuale giardino botanico dell'Università di Copenaghen, nonché Ørstedsparken e Østre Anlæg nell'Anello di Fortificazione di Copenaghen, l'antico parco dell'antico anello di fortificazione della città, abbandonato nel 1990.

## Biografia
Henrik August Flindt nacque il 24 marzo 1822 ad Aarhus dal generale di brigata C.L.H. Flindt. Si è formato come giardiniere nel Palazzo di Fredensborg e nel Castello di Rosenborg tra il 1839 e il 1844 è stato poi impiegato come assistente giardiniere presso Bregentved Manor. Nel 1846 iniziò un viaggio ad Amburgo, in Scozia e in Inghilterra. Al suo ritorno in Danimarca nel 1851, istituì uno studio privato e nei decenni seguenti progettò un vasto numero di parchi e giardini, specialmente nelle case padronali di tutto il paese.
Nel 1877 assunse l'incarico di ispettore nei giardini reali. Dal 1872 al 1889, fu attivo nella Royal Danish Horticultural Society e progettò il suo nuovo giardino quando fu trasferito nell'ex vivaio e orto del Palazzo di Frederiksberg nel 1884. È sepolto nel cimitero del Parco di Soldjerg.

## Opere
Ha progettato l'attuale giardino botanico dell'Università di Copenaghen, nonché l'Ørstedsparken e l'Østre Anlæg all'interno dell'anello di fortificazione di Copenaghen, gli ex terreni dell'antico anello di fortificazione della città che fu abbandonato nel 1980. Nel 1884, ha fatto parte di una commissione per sviluppare un piano ventennale per Jægersborg Dyrehave e i giardini del Palazzo di Charlottenlund.
La sua specialità è stata la progettazione di parchi nelle case padronali, spesso ridisegnando i loro vecchi giardini barocchi in giardini all'inglese. Nel corso della sua carriera, è stato responsabile di circa 200 progetti di parchi in case padronali in Danimarca e all'estero.
Le case padronali in cui ha lavorato includono:
- Rosenfeld, Vordingborg
- Castello di Klintholm, Møn
- Castello di Egeskov, Funen
- Castello di Glorup, Funen
- Castello di Ravnholt, Funen
- Castello di Juelsberg, Funen
- Castello di Valdemar, Tåsinge
- Næsbyholm, Svezia
- Häckeberga, Svezia
- Bellingaryd, Svezia
- Ronneby Brøndanstalt, Svezia
- Haseldorf, Schleswig-Holstein